# 阿不力米提·沙迪克
阿不力米提·沙迪克（維吾爾語：ئابلىمىت سادىق‎，1941年—），中国维吾尔族诗人，新疆伊宁人，中共党员。毕业于新疆学院，1952年开始发表作品。1982年加入中国作家协会。发表诗歌80余首。曾将柯尔克孜族英雄史诗《玛纳斯》三大章翻译为维吾尔文。曾参与《中国民间文学集成·新疆卷：维吾尔民间故事集》汇编。